# Cukumogami

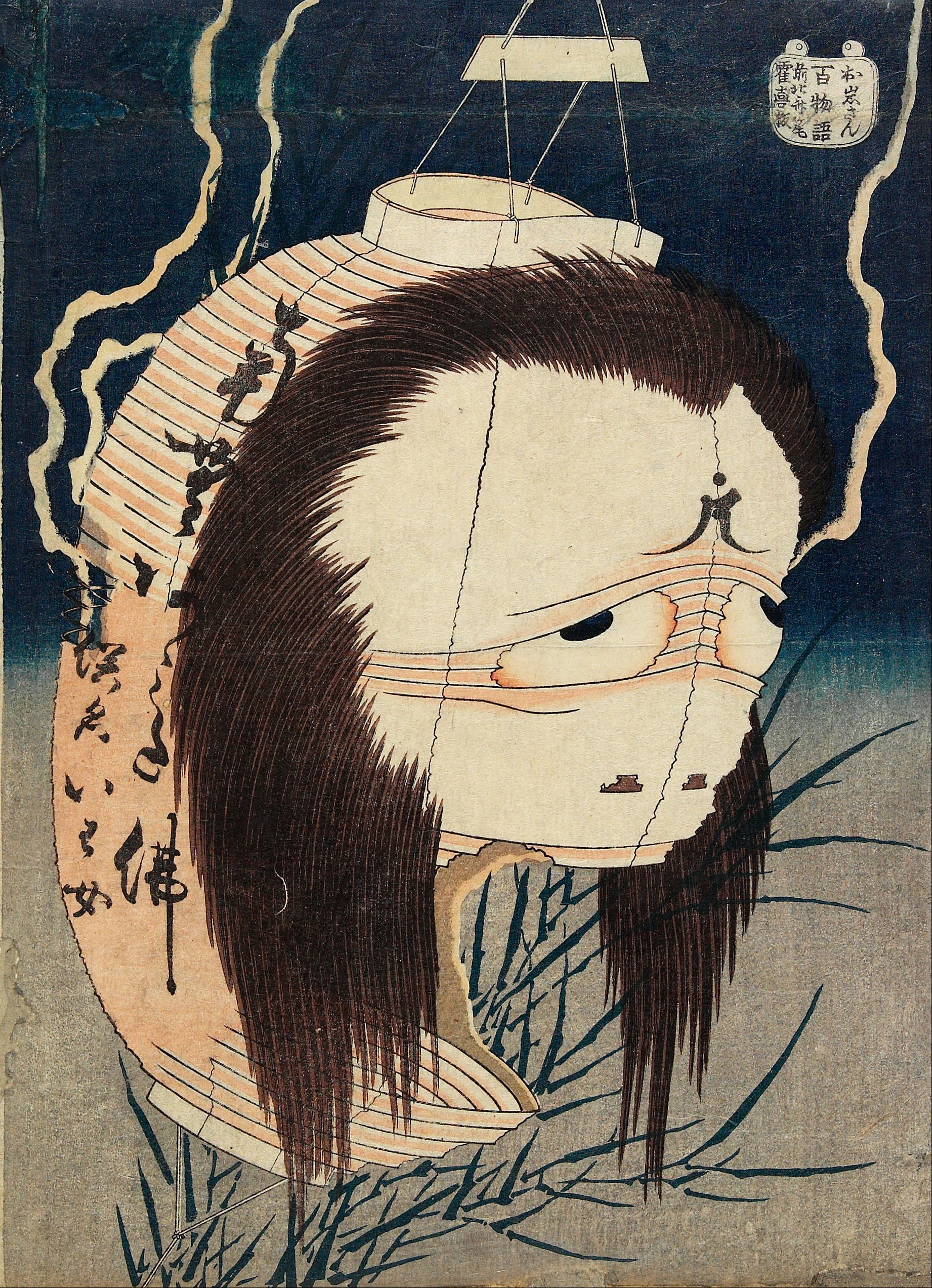
Lámpaszellem, Kacusika Hokuszai festménye

Cukumogami (付喪神, vagy つくも神) a japán kultúra olyan eszközei és használati tárgyai, amelyek lélekre tettek szert. Az Iszei történetek, más néven Ise Monogatari Shou egy jegyzetes változatában, az Onmjókiban egy bizonyos teória szerint a cukumogamik azok a lények, amelyekké a száz évet megélt rókák változnak át. A modern időkben már 九十九神-nak, (kilencvenkilenc kami) is nevezik őket. 
Kazuhiko Komacu szerint a cukumogamikban, vagy jókai eszközökben való hiedelem a középkorban terjedt el, és csupán a közelmúltban szorult vissza. Komacu arra a következtetésre jutott, hogy a bakumacu korszak ukijo-e ábrázolásain kívül, melyek a téma újbóli megjelenését eredményezték a legtöbb ábrázolás olyan korszakokban keletkezett, amelyekben a cukumogamikban való tényleges hit nem volt jelen.  
Mivel a cukumogami kifejezést a japán kultúrában számos különböző fogalomra is használták, ezért tényleges jelentését nehéz lenne pontosan meghatározni. Napjainkban a kifejezést gyakorlatilag bármilyen olyan tárgyra alkalmazhatják, ami elérte a századik születésnapját és így életre kelt, öntudatra ébredt, habár vannak ellentmondások a meghatározást illetően.

## Fogalma
A „cukumogami” kandzsi átirata(付喪神)a Cukumogami Emaki című emakimonóból eredeztethető, mely a tenpó korszakban íródott otogizósik egyike. Az emaki szerint egy eszköz száz év elmúlása után lélekre tesz szert és ennek a változásnak, vagy mutációnak az eredménye a cukumogami. Ebben az emakiban egy képaláírás szerint a „cukumo” 九十九(kilencvenkilenc)-ként is leírható, mely arra utal, hogy „egy évvel jár a századik előtt,” és ebből arra következtetnek, hogy ez a kifejezés a „cukumo haj” (つくも髪 ejt:cukumogami)szóból eredhet, ami megjelent az Iszei Történetek egy vakájában, a 63. szakaszban, ahol egy idős nő ősz hajára utaltak vele, ezért a cukumo a „hosszú időre is utalhat (kilencvenkilenc év)”. A Cukumogami Emaki-n és az Iszei Történetek verseinek jegyzetekkel ellátott változatain kívül a „cukumogami” nem jelenik meg más irodalmi művekben és más használatait nem részletezték. Az olyan mesék gyűjteménylben, mint a Konyjaku Monogatraisú voltak történetek, amelyek lélekkel rendelkező tárgyakról szólhattak és a Bakemonó Zósi című emakimonon olyan történetek voltak ábrázolva, amelyekben egy csósi (italos csésze), egy madárijesztő, és más dolgok szörnyekké változtak, viszont nem említették a „cukumogami” szót.
A következő történetet írja le a Cukumogami Emaki, száz évnél idősebb tárgyakat megszállja egy lélek, ezért az emberek inkább kidobták a régi dolgokat, mielőtt azok százévesek lettek volna. Ezt a szokást „szuszu-hárájnak” (煤払い) nevezik. Azzal, hogy ezt tették megakadályozták, hogy a tárgy cukumogamivá váljon, viszont az emaki bizonyos feljegyzései szerint az „egy híján százéves,” más szóval azok a tárgyak, amik „cukumok” (kilencvenkilenc évesek) haragosak lesznek és jókai-ok lesznek és felfordulást csinálnak. Viszont azt az elképzelést, hogy a tárgyak, amint száz, vagy kilencvenkilenc évesek lesznek jókai-okká változnak nem kell szó szerint venni, az állítás úgy is értelmezhető, hogy akárcsak az emberek, a növények, és az állatok, úgy akár a tárgyak is szert tehetnek lélekjelenlétre miután régiek/idősek lesznek és elég erejük lesz arra, hogy változtassanak magukon. Az emakin ábrázolt jókai-ok viszont nem azok a jókai-ok, akik úgy változtak át, hogy hosszú használat után megszerezték az ehhez szükséges erőt, hanem azok, akik azért változtak át, mert eldobták őket és ez vezetett átalakulásukhoz.

## Ábrázolásuk
A Cukumogami Emaki ezzel a mondattal indít.: „Ahogy az Onmjó Zakkiban írják. Vannak tárgyak, amik száz év eltelte után megváltoznak, lélekre tesznek szert, és képesek lesznek megvezetni az emberek szívét, ezeket a lényeket „cukumogamiként” emlegetjük.” így beszél az eszközök cukumogamivá válásáról (viszont egy „Onmjó Zakki” című könyv létezéséről sem tudunk). Az emakin azt írják, hogy többek közt felvehetik „emberek alakját, férfiét, nőét, idős, vagy fiatal emberét is” (emberi forma), „hasonlíthatnak a csimi akkikra” (démoni/oni forma), és „koró jakan alakjuk is lehet” (állati megjelenés). Az átalakulás utáni formájukat „jóbucunak” (妖物) nevezik. 
Már a Cukumogami Emaki előtti emakikon is ábrázoltak használati tárgyakra hasonlító jókai-okat és a Cucsigumo Zósiban többek között ábrázolások voltak gotokukról (háromlábú állvány), amiknek feje volt, kígyótestű, de emberi kezekkel rendelkező zúzómalmokról, és egy cunodarajról (négy fogantyús mosóedény) is, aminek arca és fogai voltak. Emellett a Juzu Nenbu Engi Emakin (融通念仏縁起絵巻) van egy arc ábrázolás, ami alapján a cunodarait is készíthették és a Fudó Rieki Engi Emakin megjelenik egy jakugami aminek ábrázolása szintén majdnem egyezik a cunodarai-éval. Viszont ezek nem csupán használati tárgyak voltak, hanem démon/oni-tárgy hibridek is. Ez a jellemző viszont a Cukumogami Emakin és a Hjakki Jagjó/Jakjó Emakin is újra előtűnik.A muromacsi korban készült Hjakki Jagjó Emaki is sok tárgy jókai-nak tűnő szörnyet ábrázol. Napjainkban ezeket a jókai-okat a cukumogamikkal azonosítják és úgy gondolják, hogy a Hjakki Jagjó Emakin ábrázolt felvonulás valószínűleg a Cukumogami Emaki jóbucuja.

## Kapcsolatos munkák
Az olyan alkotások, amelyek emberi személyiséggel rendelkező tárgyakat/eszközöket jelenítenek meg, mint például a „csódó uta-avasze”, ami bemutatná az uta-avasze-t, már a Muromacsi kor előtt is megtalálhatóak voltak, és azt gondolják, hogy ez a koncepció áll a legközelebb annak a kifejezéséhez, hogy „amivé a tárgyak változnak”, ahogy ezt a Cukumogami Emaki-ban ábrázolták.
Sok nyugati kutató szerint a cukumogami ötlete már a tizedik században is elterjedt volt a japán kultúrában és a Singon buddhizmus terjesztésére használták.

## Jelenléte a japán folklórban
Elison és Smith (1987) szerint Cukumogami volt a neve annak az élő teásdoboznak, amit Macunaga Hiszahide használt alkuként, hogy békét kössön Oda Nobunagával. 
A japán kultúra sok más eleméhez hasonlóan a cukumogami is többrétű jelentéssel bír. Például a tizedik századra a cukumogami mítoszokat a „Singon Ezoterikus Buddhizmus dogmáinak terjesztésére használták, hogy azok minél több emberhez eljussanak, kezdve a tanult emberektől a viszonylag szofisztikálatlanokig azzal, hogy kihasználták a már létező cukumogamikban való hitet.” Ez volt az a „már létező hit” Reider szerint:
A Tsukumogamik életre kelt használati tárgyak. A Tsukumogami ki (a „Feljegyzések a tárgy kamikról”, Muromacsi korszak) című otogizósi magyarázza, hogy nagyjából százéves szolgálat után az ucuvamonók, vagy kibucuk (tárolóedények és különböző eszközök) lelket kapnak. Míg számos utalás történt erre a munkára, mint a cukumogami meghatározásának egyik fő forrása, a Tsukumogami ki tényleges szövegére nem fordítottak kellő figyelmet.

## Ismert cukumogamik
- Abumi-gucsi – Egy bundás teremtmény, ami egy katonai lovasság parancsnokának a kengyeléből jött létre és Jama Orocsit szolgálja.
- Bakezóri – Egy megszállott zóri (tradicionális szalma szandál).
- Biva-bokuboku – Egy életre kelt biva.
- Boroboroton – Egy megszállott [halott link].
- Csócsinobake – Egy életre kelt lámpás, úgy is ismerik, hogy Burabura.
- Icsiren-bózu – Életre kelt ima gyöngyök.
- Ittan-momen – Egy tekercs pamut.
- Dzsatai – Megszállott anyag, amivel a paravánokat vonták be.
- Kameosza – Egy megszállott szakésüveg.
- Kasza-obake – Egy élő papír esernyő, Karakasza-obakeként is ismert.
- Koszode-no-te – Egy megszállott kimonó.
- Koto-furunusi – Egy élő Koto.
- Kurajaró – Életre kelt nyereg.
- Kjórinrin – Megszállott papírtekercsek.
- Menreiki – Egy hatvanhat maszkból létrejött lény.
- Minovaradzsi – Egy mozgó Mino szalmakabát.
- Morindzsi-no-okama – Egy megszállott teáskanna. Más néven Zenfusó
- Samicsoro – Egy élő samiszen
- Siróneri – Megszállott szúnyoghálók, vagy porolórongyok.
- Sógoró – Egy életre kelt gong.
- Ungaikjo – Egy megszállott tükör.
- Jamaorosi – Egy megszállott reszelő.
- Zorigami – Egy megszállott óra.

## Ajánlott olvasmányok
- Kabat, Adam. “Mono” no obake: Kinsei no tsukumogami sekai. IS 84 (2000): 10–14.
- Kakehi, Mariko. Tsukumogami emaki no shohon ni tsuite. Hakubutsukan dayori 15 (1989): 5–7.
- Keene, Donald. Seeds in the Heart: Japanese Literature from Earliest Times to the Late Sixteenth Century. New York: Henry Holt & Co. (1993)
- Kyoto Daigaku Fuzoku Toshokan. Tsukumogami https://web.archive.org/web/20160716015909/http://edb.kulib.kyoto-u.ac.jp/exhibit/tsuroll/indexA.html and https://web.archive.org/web/20170313104132/http://edb.kulib.kyoto-u.ac.jp/exhibit/tsuroll/indexB.html
- Lillehoj, Elizabeth. Transfiguration : Man-made Objects as Demons in Japanese Scrolls. Asian Folklore Studies, Volume 54 (1995): 7–34.
- National Geographic. National Geographic Essential Visual History of World Mythology. National Geographic Society (U.S.) (2008)
- Shibata, Hōsei. Tsukumogami kaidai. In Kyoto Daigaku-zō Muromachi monogatari, ed. Kyoto Daigaku Kokugogaku Kokubungaku Kenkyūshitsu, vol. 10, 392–400. Kyoto: Rinsen Shoten. (2001)